# Piotr Bujnowicz
Piotr Bujnowicz (ur. 17 czerwca 1973 w Łodzi) – polski przedsiębiorca, fotografik, producent, laureat Złotej Kaczki, oraz Golden Trailer Award.
Producent filmowy i telewizyjny, autor oprawy wizualnej i fotosów do polskich filmów ostatniej dekady, współtwórca kampanii promocyjnych filmów Andrzeja Wajdy, Krzysztofa Zanussiego, Julisza Machulskiego, Jana Jakuba Kolskiego, Jerzego Kawalerowicza, Wojciecha Marczewskiego czy Petera Greenawaya. Producent realizacji zwiastunów kinowych i telewizyjnych, oraz reklam min. dla Monolith Films, Warner Bros i telewizji HBO. Laureat Złotej Kaczki za wprowadzenie nowych wartości w dziedzinie fotografii, uhonorowany Golden Trailer Award. Właściciel Fabryki Obrazu, współzałożyciel Trailer and More.
Od 2014 roku aktywnie realizuje inwestycje na rynku nieruchomości. Jako prezes spółki Paradox Investment zrewitalizował w latach 2014-2021 ponad 6 budynków wielorodzinnych w Warszawie. Mieszka i pracuje w Warszawie.

## Wykształcenie[1]
- 1993 – 1994, Biznes i Administracja, University of Central England in Birmingham (obecnie: Birmingham City University(inne języki)), Wielka Brytania
- 1992 – 1995, Studium Fotografii, Państwowa Wyższa Szkoła Filmowa, Telewizyjna i Teatralna im. Leona Schillera w Łodzi, Polska
- 1992 – 1999, Zarządzanie i Marketing, Politechnika Łódzka, Polska

## Nagrody filmowe
- 2011: nagroda Golden Trailer Award za najlepszy nieanglojęzyczny trailer romantyczny za film Różyczka
- 2010: nominacja do Golden Trailer Award za najlepszy nieanglojęzyczny trailer za film Generał Nil
- 2001: nagroda Złota Kaczka (miesięcznik Film) za wprowadzenie nowych wartości w dziedzinie fotografii filmowej

## Filmografia

### Zwiastuny kinowe i telewizyjne, reklamy
- 2012: Wałęsa. Człowiek z nadziei – producent oprawy wizualnej, making of
- 2012: HBO GO – producent spotu telewizyjnego
- 2011: Bez tajemnic – producent oprawy wizualnej, zwiastunów kinowych i telewizyjnych, making of
- 2010: Różyczka – producent zwiastuna kinowego
- 2010: Generał Nil – producent
- 2010: Kołysanka – producent spotów i zwiastunów kinowych
- 2009: Janosik. Prawdziwa historia –  producent zwiastuna kinowego
- 2009: Galerianki – producent spotów i zwiastunów
- 2009: Ostatnia akcja – producent spotów i zwiastunów kinowych
- 2008: Ile waży koń trojański? – producent making of
- 2007: Katyń (film) – autor oprawy wizualnej
- 2007: Wino truskawkowe – producent promocji filmu
- 2008: Rozmowy nocą – producent oprawy wizualnej filmu

### Pełnometrażowe filmy fabularne i seriale
- 2011: Och, Karol 2 – fotosy
- 2009: Janosik. Prawdziwa historia – fotosy
- 2009: Janosik. Prawdziwa historia (serial telewizyjny) – fotosy
- 2009: Świnki – fotosy
- 2009: Tatarak – fotosy
- 2007–2012 w filmie: Barwy szczęścia – fotosy
- 2007: Katyń – fotosy
- 2007: Straż nocna – fotosy
- 2007: Regina
- 2007Ryś – fotosy
- 2007Świadek koronny
- 2007Wino truskawkowe – fotosy
- Francuski numer (2006) – fotosy
- Jasminum (2006) – fotosy
- Codzienna 2 m. 3  (2005 – 2007) – fotosy
- Komornik (film) (2005) – fotosy
- Magda M. (2005 – 2007) – fotosy
- Persona non grata (film 2005) (2005) – fotosy
- Solidarność, Solidarność...  (2005) – fotosy
- Cud w Krakowie (2004) – fotosy
- Nigdy w życiu! (film) (2004) – fotosy
- Oficer (serial telewizyjny) (2004) – fotosy
- Out of reach (2004) – fotosy
- Piekło niebo w Święta polskie (serial telewizyjny) (2004) – fotosy
- The Aryan Couple (2004) – fotosy
- Glina (serial telewizyjny) (2003 – 2008) – fotosy
- Pornografia (2002) – fotosy
- Biała sukienka (serial telewizyjny) w Święta polskie (serial telewizyjny) (2003) – fotosy
- Haker (film 2002) (2002) – fotosy
- Przedwiośnie (serial telewizyjny) (2002) – fotosy
- Quo vadis (serial telewizyjny) (2002) – fotosy
- Suplement (film) (2002) – fotosy
- Zemsta (film 2002) (2002) – fotosy
- Przedwiośnie (film 2001) (2001) – fotosy
- Quo vadis (film 2001) (w filmie) – fotosy
- Stacja (film 2001) (2001) – fotosy
- Weiser (2000) – fotosy
- Pan Tadeusz (film 1999) (1999) – fotosy
- Prawo ojca (1999) – fotosy
- Voyages (film) (1999) – fotosy
- Amok (film 1998) (1998) – fotosy
- Feuerreiter, 1998 (1998) – fotosy
- Złoto dezerterów (1998) – fotosy
- Brat naszego Boga (film) (1998) – fotosy
- Prostytutki (film) (1998) – fotosy
- Taekwondo (film 1998) (1998) – fotosy
- Cwał (film) (1995) – fotosy

## W mediach
- Wywiad: Grzegorz Wojtowicz, 26 marca 2001
- „Zawodowcy” seria dokumentalna produkcji TVP
- Andrzej Wajda, Piotr Bujnowicz